# Liste der Baudenkmäler in Oberaurach
Auf dieser Seite sind die Baudenkmäler in der unterfränkischen Gemeinde Oberaurach zusammengestellt. Diese Tabelle ist eine Teilliste der Liste der Baudenkmäler in Bayern. Grundlage ist die Bayerische Denkmalliste, die auf Basis des Bayerischen Denkmalschutzgesetzes vom 1. Oktober 1973 erstmals erstellt wurde und seither durch das Bayerische Landesamt für Denkmalpflege geführt wird. Die folgenden Angaben ersetzen nicht die rechtsverbindliche Auskunft der Denkmalschutzbehörde.
 Diese Liste gibt den Fortschreibungsstand vom 23. Dezember 2023 wieder und enthält 62 Baudenkmäler (darunter eines, das auf der Denkmalliste von Eltmann aufgeführt ist).

## Hymon-Inschriftsteine
In den ehemaligen Schülerschen und Rubyschen Waldungen befinden sich Inschriftsteine, die um 1910/20 entstanden sind und von Johann Hymon stammen. Aktennummer: D-6-74-159-48.
| Lage                      | Objekt         | Beschreibung | Akten-Nr.     | Bild           |
| ------------------------- | -------------- | --- | ------------- | -------------- |
| Bühler Schläge (Standort) | Luitpoldeiche  | Mit Gedenkstein von Johann Hymon, bezeichnet „12.III.1911“                                                                                | D-4-71-186-12 | weitere Bilder |
| Bühler Schläge (Standort) | Inschriftstein | „Gott ist ewig“ (erneuert); am Weg von Schindelsee zum Forsthaus Seesbühl im Roten Kunz                                                   | D-6-74-159-48 | BW             |
| Bühler Schläge (Standort) | Inschriftstein | „Und führe uns nicht in Versuchung“, Findling; am westlichen Waldrand im "Stephansschlag" an der Gemarkungsgrenze nach Fürnbach           | D-6-74-159-48 | BW             |
| Bühler Schläge (Standort) | Gedenkstein    | „Mein Sohn, mein Sohn“, Gedenkstein für den gefallenen Sohn Ferdinand, 1917; Waldabt. "Grohloch", südlich des Weges zum Friedleinsbrunnen | D-6-74-159-48 | weitere Bilder |
| Bühler Schläge (Standort) | Inschriftstein | „Hier beginnt der Herrschaftswald“, Findling mit Inschriftfeld, Sandstein, vor 1919; nördlich des Friedleinsbrunnens am Waldrand          | D-6-74-159-48 | weitere Bilder |
| Bühler Schläge (Standort) | Inschriftstein | „Hahn in Ruh“ an der Wegkreuzung zwischen Grohloch und Rotem Kunz                                                                         | D-6-74-159-48 | weitere Bilder |

## Baudenkmäler nach Ortsteilen

### Dankenfeld
| Lage                                                                | Objekt                                           | Beschreibung | Akten-Nr.     | Bild                                             |
| ------------------------------------------------------------------- | ------------------------------------------------ | --- | ------------- | ------------------------------------------------ |
| Am Steinernen Kreuz 9 (Standort)                                    | Wegkreuz ohne Korpus                             | Auf Inschriftsockel, Sandstein, 1882 | D-6-74-159-15 | Wegkreuz ohne Korpus                             |
| Bodenäcker (Standort)                                               | Wegkapelle                                       | Gehäuse mit Satteldach und Kreuz auf Inschriftsockel, Sandstein, um 1880/90; Flurmarkung Bühl Bodenäcker                                                          | D-6-74-159-13 | weitere Bilder                                   |
| Bühler Schläge; ca. 500 m östlich des Friedleinsbrunnens (Standort) | Quellfassung                                     | Mit kauerndem wildschweinähnlichem Tier, Sandstein, 1924 von Johann Hymon                                                                                         | D-6-74-159-50 | weitere Bilder                                   |
| Bühler Schläge, südlich des Ortes am Friedleinskopf (Standort)      | Quellfassung                                     | Sogenannter Friedleinsbrunnen, Stützmauer mit Gedenkstein für Charlotte von Kalb, Treppe und kleinem Teich, Sandstein, bezeichnet „1910“                          | D-6-74-159-49 | weitere Bilder                                   |
| Kapellenweg; Ortsausgang Richtung Neuhaus (Standort)                | Wegkapelle                                       | Gehäuse mit Satteldach, Sandstein, spätklassizistisch, Mitte 19. Jahrhundert                                                                                      | D-6-74-159-16 | weitere Bilder                                   |
| Oberst-Klarmann-Straße 10 (Standort)                                | Wohnhaus                                         | Eingeschossiger Mansardwalmdachbau mit geohrten Rahmungen, Sandsteinquader, 18. Jahrhundert; ehemals zum Schloss gehörig                                          | D-6-74-159-9  | weitere Bilder                                   |
| Oberst-Klarmann-Straße 19 (Standort)                                | Katholische Schlosskirche St. Maria              | Saalbau mit eingezogener Rundapsis, Satteldach und Dachreiter, Sandsteinquader, 1718/1854; mit Ausstattung                                                        | D-6-74-159-58 | Katholische Schlosskirche St. Maria              |
| Oberst-Klarmann-Straße 19 (Standort)                                | Kriegerdenkmal                                   | Kriegerdenkmal für 1870/71, Inschriftpfeiler mit Pyramidendach und Krone, Sandsteinquader, 1911 von Bildhauer Eichhorn (Bamberg) nach Entwurf von August Blössner | D-6-74-159-58 | weitere Bilder                                   |
| Oberst-Klarmann-Straße 20 (Standort)                                | Wohnstallhaus                                    | Traufständiger Frackdachbau mit Mansardhalbwalmdach, Fachwerk über massivem Kellergeschoss, modern bezeichnet „1784“                                              | D-6-74-159-8  | Wohnstallhaus                                    |
| Schillerstraße; Ortsausgang Richtung Schindelsee (Standort)         | Wegkreuz bzw. Kriegergedächtniskreuz für 1914/18 | Dreinageltypus auf Inschriftsockel, Sandstein, bezeichnet „1921“                                                                                                  | D-6-74-159-12 | Wegkreuz bzw. Kriegergedächtniskreuz für 1914/18 |
| Schloßhof 15 (Standort)                                             | Schloss                                          | Älterer Bau des sogenannten Ostheimschen Schlosses, zweigeschossiger Walmdachbau, erweitert 1714/18, Teilabbruch 1827                                             | D-6-74-159-10 | Schloss                                          |
| Von-Ostheim-Straße 10, Ortsausgang Richtung Kirchaich (Standort)    | Wegkapelle                                       | Gehäuse mit Inschrift, Segmentbogendach und Zahnschnitt, Sandstein, spätklassizistisch, um 1850/60                                                                | D-6-74-159-14 | weitere Bilder                                   |
| Winterleite (Standort)                                              | Friedhofskreuz                                   | Dreinageltypus auf Inschriftsockel, Sandstein, bezeichnet „1868“                                                                                                  | D-6-74-159-11 | Friedhofskreuz                                   |

### Fatschenbrunn
| Lage                                                             | Objekt                               | Beschreibung | Akten-Nr.              | Bild              |
| ---------------------------------------------------------------- | ------------------------------------ | --- | ---------------------- | ----------------- |
| Altdorffeld; an der Straße nach Unterschleichach (Standort)      | Kreuzigungsgruppe                    | Kruzifix im Dreinageltypus, seitlich Maria und Johannes Evangelist, jeweils auf Inschriftsockeln, Sandstein, gotisierend, bezeichnet „1882 von A. Schwinn“ | D-6-74-159-19          | Kreuzigungsgruppe |
| Hohenwart links; an der Straße nach Fabrikschleichach (Standort) | Heiligenhäuschen                     | Klinkerbau, Ädikula mit Segmentbogendach, Klinker, bezeichnet 1923                                                                                         | D-6-74-159-20          | weitere Bilder    |
| Kreuzholz (Standort)                                             | Jagdgrenzstein                       | Halbrund geschlossen, mit Jagdhorn und Initialen „B.S.W.L“, Sandstein, bez. 1688                                                                           | D-6-74-133-92 Wikidata | BW                |
| Lange Mauer; südlich vom Ort, auf der Höhe (Standort)            | Wegkreuz                             | Dreinageltypus auf Inschriftsockel, Sandstein, neubarock, 1903                                                                                             | D-6-74-159-22          | Wegkreuz          |
| Lange Mauer; südlich vom Ort, auf der Höhe (Standort)            | Wegkapelle                           | Polygonaler Walmdachbau mit Werksteingliederungen in Sandstein, bezeichnet „1899“                                                                          | D-6-74-159-21          | weitere Bilder    |
| Rieneckstraße 1 (Standort)                                       | Friedhofskreuz                       | Dreinageltypus auf Inschriftsockel, Sandstein, klassizistisch, bezeichnet „1810“, Kruzifix 1891                                                            | D-6-74-159-18          | Friedhofskreuz    |
| Rieneckstraße 5 (Standort)                                       | Katholische Filialkirche St. Michael | Saalbau mit Querhaus, Walmdach und Dachreiter, Werksteingliederungen in Sandstein, um 1750; mit Ausstattung                                                | D-6-74-159-17          | weitere Bilder    |

### Hummelmarter
| Lage                                              | Objekt              | Beschreibung                                                                               | Akten-Nr.     | Bild                |
| ------------------------------------------------- | ------------------- | ------------------------------------------------------------------------------------------ | ------------- | ------------------- |
| Langer Strich (Standort)                          | Katholische Kapelle | Giebelständiger Saalbau mit Krüppelwalm und Dachreiter, Sandsteinquader, bezeichnet „1890“ | D-6-74-159-23 | Katholische Kapelle |
| Schmelzerin; im Dorf vor Haus Nummer 3 (Standort) | Dorfkreuz           | Holz, mit gusseisernem Corpus im Viernageltypus, 19. Jahrhundert                           | D-6-74-159-24 | Dorfkreuz           |

### Kirchaich
| Lage                                                                               | Objekt                               | Beschreibung | Akten-Nr.    | Bild           |
| ---------------------------------------------------------------------------------- | ------------------------------------ | --- | ------------ | -------------- |
| Kirchweg 11 (Standort)                                                             | Katholische Filialkirche St. Ägidius | Saalbau mit eingezogenem Rechteckchor, Walmdach und Dachreiter, spätromanisch, um 1300, 1717 verändert und verlängert, moderner Anbau; mit Ausstattung | D-6-74-159-1 | weitere Bilder |
| Klingäcker; Flurweg nördlich vom Dorf (Standort)                                   | Wegkapelle                           | | D-6-74-159-3 | Wegkapelle     |
| Mühlberg; am Feldweg nach Lembach im Sand (Standort)                               | Wegkapelle                           | Gehäuse mit Satteldach auf Inschriftsockel, Sandstein, neugotisch, um 1890                                                                             | D-6-74-159-4 | Wegkapelle     |
| Mühlberg; am Flurweg über einen Kilometer nördlich vom Dorf am Mühlberg (Standort) | Wegkapelle                           | Gehäuse mit Satteldach, Sandsteinquader, um 1930 | D-6-74-159-5 | weitere Bilder |
| Nähe Friedhofstraße (Standort)                                                     | Friedhofskreuz                       | Dreinageltypus auf Inschriftsockel, Sandstein, um 1890/1900                                                                                            | D-6-74-159-2 | Friedhofskreuz |
| Pfarrer-Vogler-Straße 1; vor Pfarrer-Vogler-Straße 1 (Standort)                    | Wegkapelle                           | Gehäuse mit Satteldach, Sandsteinquader, 1930 oder 1932                                                                                                | D-6-74-159-6 | weitere Bilder |
| Schafberg; an der Straße nach Trossenfurt (Standort)                               | Wegkreuz                             | Viernageltypus auf Inschriftsockel, Sandstein, bezeichnet „1900“                                                                                       | D-6-74-159-7 | Wegkreuz       |

### Neuschleichach
| Lage                                           | Objekt                       | Beschreibung | Akten-Nr.     | Bild                         |
| ---------------------------------------------- | ---------------------------- | --- | ------------- | ---------------------------- |
| Armin-Knab-Straße 17 (Standort)                | Ehemalige Schule             | Eingeschossiger und traufständiger Satteldachbau, Sandsteinquader, bezeichnet „1835“; Geburtshaus des Komponisten Armin Knab             | D-6-74-159-26 | weitere Bilder               |
| Armin-Knab-Straße 19 (Standort)                | Katholische Kapelle St. Anna | Saalbau mit eingezogenem Chor, Satteldach und verschiefertem Dachreiter, neugotisch, 1887; mit Ausstattung                               | D-6-74-159-25 | Katholische Kapelle St. Anna |
| Bachstraße (Standort)                          | Wegkreuz                     | Hölzerner Korpus im Dreinageltypus, Kreuz und profilierter Sockel, Sandstein, um 1840/1850                                               | D-6-74-159-28 | weitere Bilder               |
| Bachstraße, vor Armin-Knab-Straße 8 (Standort) | Ehrenmalanlage               | | D-6-74-159-28 | weitere Bilder               |
| Brunnenstube (Standort)                        | Friedhofskreuz               | Dreinageltypus auf dreistufigem Inschriftsockel, Sandstein, neubarock, um 1900                                                           | D-6-74-159-27 | Friedhofskreuz               |
| Staatswald/Südlicher Beerberg (Standort)       | Weg- bzw. Steinkreuz         | Sogenanntes Rennerkreuz, griechisches Eisernes Kreuz mit Korpus auf Inschriftsockel, Sandstein, Rokoko, errichtet 1768 für Johann Renner | D-6-74-159-29 | weitere Bilder               |

### Oberschleichach
| Lage                                                               | Objekt                                 | Beschreibung | Akten-Nr.     | Bild           |
| ------------------------------------------------------------------ | -------------------------------------- | --- | ------------- | -------------- |
| Großer Damm; Sandersgrund; Einmündung Steigerwaldstraße (Standort) | Dorfkreuz                              | Dreinageltypus auf Inschriftsockel, Sandstein, bezeichnet „1871“ und „1921“ | D-6-74-159-31 | Dorfkreuz      |
| Hessenbrünnlein, am Weg nach Eltmann (Standort)                    | Wegkreuz                               | Dreinageltypus auf Inschriftsockel, Sandstein, bezeichnet „1887“, renoviert 1959 | D-6-74-159-32 | Wegkreuz       |
| Kohlberg (Standort)                                                | Wegkapelle                             | Polygonaler Walmdachbau aus Sandsteinquadern, neugotisch, 1912 | D-6-74-159-60 | Wegkapelle     |
| Pfarrer-Baumann-Straße 18 (Standort)                               | Katholische Pfarrkirche St. Laurentius | Giebelständiger Saalbau mit eingezogenem Chor, Satteldach, verschiefertem Dachreiter und Werksteingliederungen in Sandstein, „1614 renoviert unter Fürstbischof Julius Echter von Mespelbrunn“ (bezeichnet), Langhaus 1883 erweitert; mit Ausstattung | D-6-74-159-30 | weitere Bilder |
| Pfarrer-Baumann-Straße 20 (Standort)                               | Pfarrhaus                              | Zweigeschossiger und giebelständiger Satteldachbau mit Stufengiebel und Stichbogenfenstern, neugotisch, 1852 | D-6-74-159-51 | weitere Bilder |
| Pfarrer-Baumann-Straße 20 (Standort)                               | Ehemalige Pfarrscheune                 | Eingeschossiger und traufständiger Satteldachbau mit Treppengiebeln und Stichbogenöffnungen, neugotisch, um 1852 | D-6-74-159-51 | weitere Bilder |

### Tretzendorf
| Lage                                                          | Objekt                         | Beschreibung | Akten-Nr.     | Bild           |
| ------------------------------------------------------------- | ------------------------------ | --- | ------------- | -------------- |
| Raiffeisenstraße 5; Löhlein (Standort)                        | Villa                          | Eingeschossiger Mansardwalmdachbau mit Risaliten und Eckerker, Sandsteinquader mit Werksteingliederungen, auf der Nordseite zweigeschossiger Satteldachflügel aus bossierten Sandsteinquadern, deutsche Renaissance, bezeichnet „1897“ | D-6-74-159-34 | weitere Bilder |
| Raiffeisenstraße 5; Löhlein; im Garten (Standort)             | Standbild St. Johannes Nepomuk | (ohne Kopf) auf Balustersockel, Sandstein, spätbarock, bezeichnet „1746“ | D-6-74-159-34 | weitere Bilder |
| Rathausstraße 25 (Standort)                                   | Schloss Tretzendorf            | Jetzt Rathaus, gestelzter zweigeschossiger Mansardwalmdachbau mit faszierten Rahmungen und rustiziertem Portal mit Wappenkartusche, Sandstein, Rokoko, 1768–72                                                                         | D-6-74-159-33 | weitere Bilder |
| Rathausstraße 33; Ortsausgang Richtung Trossenfurt (Standort) | Wegkreuz                       | Viernageltypus auf Inschriftsockel, Sandstein, bezeichnet „1887“ | D-6-74-159-35 | Wegkreuz       |
| Weisbrunner Weg 1 (Standort)                                  | Bauernhaus                     | Eingeschossiger und giebelständiger Satteldachbau mit geohrten Rahmungen und Fachwerkgiebel, 18. Jahrhundert | D-6-74-159-52 | Bauernhaus     |

### Trossenfurt
| Lage                                                       | Objekt                              | Beschreibung | Akten-Nr.     | Bild           |
| ---------------------------------------------------------- | ----------------------------------- | --- | ------------- | -------------- |
| Conrad-Vetter-Straße 6 (Standort)                          | Wegkreuz                            | Dreinageltypus auf Inschriftsockel, Sandstein, 1880/90 | D-6-74-159-37 | Wegkreuz       |
| Conrad-Vetter-Straße 33 (Standort)                         | Wegkapelle                          | Gehäuse mit Satteldach auf Pfeiler, Sandstein, um 1900/1920 | D-6-74-159-38 | weitere Bilder |
| Conrad-Vetter-Straße 36 (Standort)                         | Ehemaliger Brauereigasthof          | Eingeschossiger und traufständiger Mansardwalmdachbau mit Sandsteingliederungen, zweite Hälfte 18. Jahrhundert | D-6-74-159-53 | weitere Bilder |
| Conrad-Vetter-Straße 36 (Standort)                         | Scheune und Stall                   | Ein- und zweigeschossige Satteldachbauten aus Sandsteinquadern, 19. Jahrhundert | D-6-74-159-53 | weitere Bilder |
| Conrad-Vetter-Straße 36 (Standort)                         | Remise                              | Traufständiger Satteldachbau mit Bodenraum, 19./20. Jahrhundert | D-6-74-159-53 | weitere Bilder |
| Conrad-Vetter-Straße 36 (Standort)                         | Kegelbahn                           | Offener Satteldachbau auf Hölzständern, Kopfbau aus Sandsteinquadern, 19. Jahrhundert | D-6-74-159-53 | weitere Bilder |
| Kirchberg (Standort)                                       | Kriegerkapelle                      | Für 1939/45, quadratischer Sandsteinquaderbau mit Pyramidendach und verschiefertem Dachreiter, 1952 | D-6-74-159-59 | weitere Bilder |
| Kirchberg 1 (Standort)                                     | Katholische Kuratiekirche St. Jakob | Saalbau mit Satteldach und Chorturm mit halbrunder Apsis und Zwiebelhaube mit Laterne, Sandstein, 13. Jahrhundert, Chor 15. Jahrhundert, Langhaus im 18. Jahrhundert verändert, 1922 erweitert, um 1980 erneuert; mit Ausstattung | D-6-74-159-36 | weitere Bilder |
| Kirchberg 1 (Standort)                                     | Friedhofskreuz                      | Dreinageltypus auf Inschriftsockel, Sandstein, bezeichnet „1868“ | D-6-74-159-36 | Friedhofskreuz |
| Kohlplatte; am sogenannten Schäfereiweg (Standort)         | Wegkreuz                            | Dreinageltypus auf Inschriftsockel, Sandstein, neugotisch, um 1880/1890 | D-6-74-159-41 | Wegkreuz       |
| Schulzenhügel; an der alten Straße nach Eltmann (Standort) | Wegkapelle                          | Nische mit Satteldach auf Pfeiler, Sandstein, um 1910/1920 | D-6-74-159-39 | weitere Bilder |
| Stütz, an der alten Straße nach Eltmann (Standort)         | Wegkapelle                          | Gemauerte Nische mit Satteldach auf Sockelblock, 19./20. Jahrhundert | D-6-74-159-40 | weitere Bilder |

### Unterschleichach
| Lage                                                                     | Objekt                            | Beschreibung | Akten-Nr.     | Bild           |
| ------------------------------------------------------------------------ | --------------------------------- | --- | ------------- | -------------- |
| Am Beerberg; Ortsausgang nach Oberschleichach (Standort)                 | Wegkreuz                          | Dreinageltypus auf Inschriftsockel, Sandstein, bezeichnet „1904“ | D-6-74-159-47 | Wegkreuz       |
| An der Aurach 4 (Standort)                                               | Wohnhaus                          | Eingeschossig mit Satteldach, Giebel mit Zierfachwerk, 18. Jahrhundert | D-6-74-159-55 | weitere Bilder |
| An der Aurach; Kleine Aurach; Nähe Spitalstraße; Spitalstraße (Standort) | Bacheinfassung                    | Sandstein und Beton, um 1920; nicht nachqualifiziert | D-6-74-159-56 | weitere Bilder |
| An der Aurach; Kleine Aurach; Nähe Spitalstraße; Spitalstraße (Standort) | Steinböschungen                   | Baumgesäumt, aus bossierten Quadern; nicht nachqualifiziert | D-6-74-159-56 | weitere Bilder |
| An der Aurach; Kleine Aurach; Nähe Spitalstraße; Spitalstraße (Standort) | Sechs Brücken                     | Segmentbögen und Brüstungen (eine erneuert); nicht nachqualifiziert | D-6-74-159-56 | weitere Bilder |
| An der Aurach; Kleine Aurach; Nähe Spitalstraße; Spitalstraße (Standort) | Wehr                              | Zwischen Zungenmauern; nicht nachqualifiziert | D-6-74-159-56 | weitere Bilder |
| An der Aurach; Kleine Aurach; Nähe Spitalstraße; Spitalstraße (Standort) | Ein- und Auslass                  | Kanal mit Tonnenwölbung und Brüstung, Quaderverkleidung; nicht nachqualifiziert | D-6-74-159-56 | weitere Bilder |
| An der Straße nach Fatschenbrunn am "Fatschenbrunner Berg" (Standort)    | Wegkapelle                        | Offenes polygonales Gehäuse mit Walmdach und Stirnpfeilern, Sandstein, spätklassizistisch, 1866 | D-6-74-159-45 | weitere Bilder |
| Nähe Spitalstraße; vor Nr. 3 (Standort)                                  | Brunnen und Brunnenhaus           | Mit profiliertem Kranzgesims, flachem Pyramiddach und Kugelaufsatz, Sandsteinquader, klassizistisch, erste Hälfte 19. Jahrhundert                                                                                       | D-6-74-159-43 | weitere Bilder |
| Scheidberg (Standort)                                                    | Kriegerdenkmal                    | Für die Gefallenen des Ersten Weltkrieges, runde Terrasse mit Brüstung und hohem Pfeiler mit Löwenfigur, Sandstein, 1929/30 nach Plänen von Georg Geisel, nach 1945 um die Gefallenen des Zweiten Weltkrieges erweitert | D-6-74-159-57 | weitere Bilder |
| Scheidberg; an der Straße nach Eltmann (Standort)                        | Wegkapelle                        | Mit Walmdach und profilierten Gesimsen, Ende 19. Jahrhundert | D-6-74-159-46 | weitere Bilder |
| Scheidbergstraße 8; Untere Au (Standort)                                 | Katholische Kapelle St. Sebastian | 18. Jahrhundert, Saalbau mit Walmdach und verschiefertem Dachreiter, modern erweitert; mit Ausstattung | D-6-74-159-42 | weitere Bilder |
| Scheidbergstraße 8; Untere Au (Standort)                                 | Bildstockkopf                     | Mit Beweinung Christi, Sandstein, barock, um 1700 | D-6-74-159-42 | weitere Bilder |
| Staatsstraße 2258; zwischen Unterschleichach und Eltmann (Standort)      | Kilometerstein                    | Dreiseitig beschriftete, letztes Viertel 19. Jahrhundert | D-6-74-159-64 | BW             |
| Staatsstraße 2258; an der Straße nach Fabrikschleichach (Standort)       | Gedenkstein                       | Mit Steckkreuz, auf Sockel, Sandstein, um 1820/1840 | D-6-74-159-44 | weitere Bilder |